# Cessna Citation I

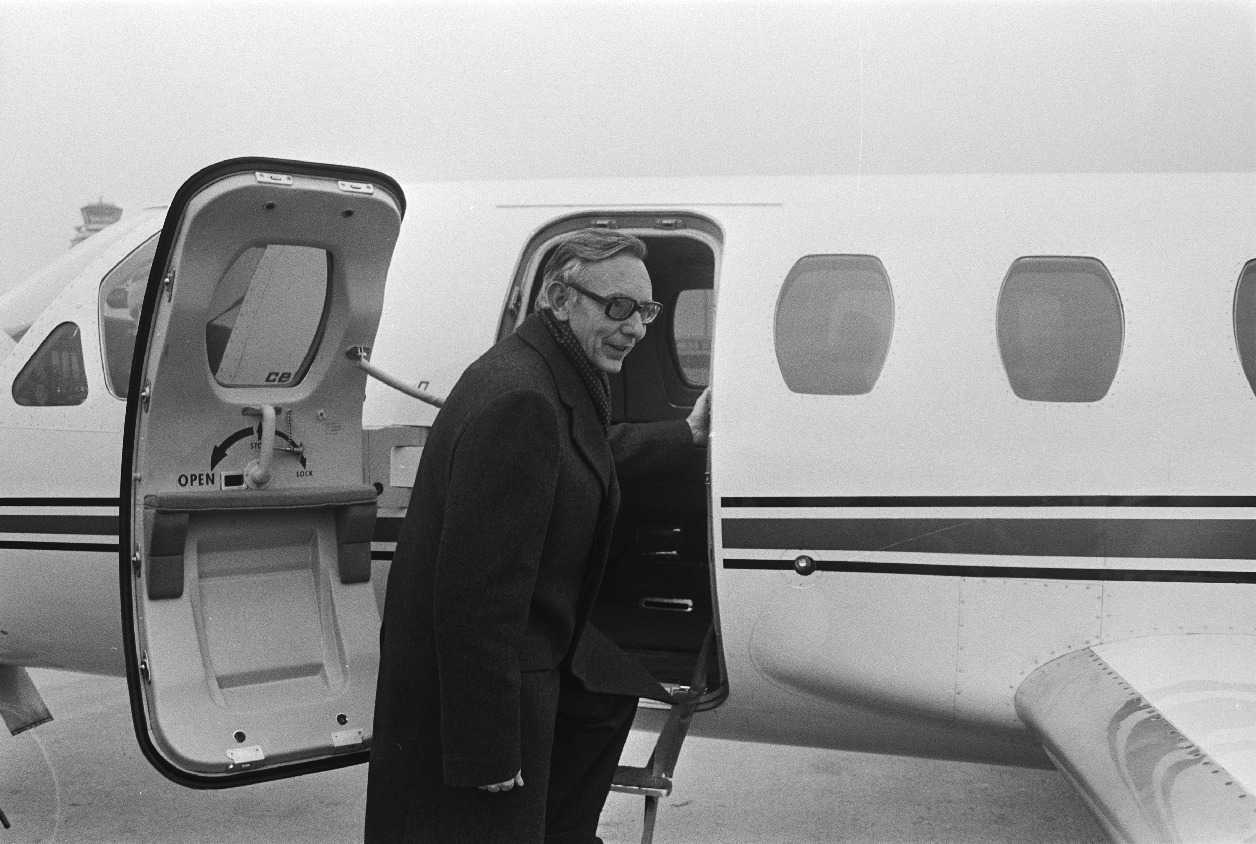
Minister Max van der Stoel gaat aan boord (1975)

De Cessna 500 Citation I is een licht zakenvliegtuig, ontwikkeld door Cessna Aircraft Company en voortgedreven door twee Pratt & Whitney JT15D-turbofans. Het model staat aan de basis van de Citation-familie. Het Fanjet 500-prototype vloog voor het eerste op 15 september 1969. In 1971 werd de naam veranderd in 500 Citation en in 1976 in de Citation I. Er is ook een single pilot-versie (geschikt voor één piloot), de 501 Citation I/SP. De Citation I werd opgevolgd door de Citation II en later de CitationJet.

## Ontwikkeling

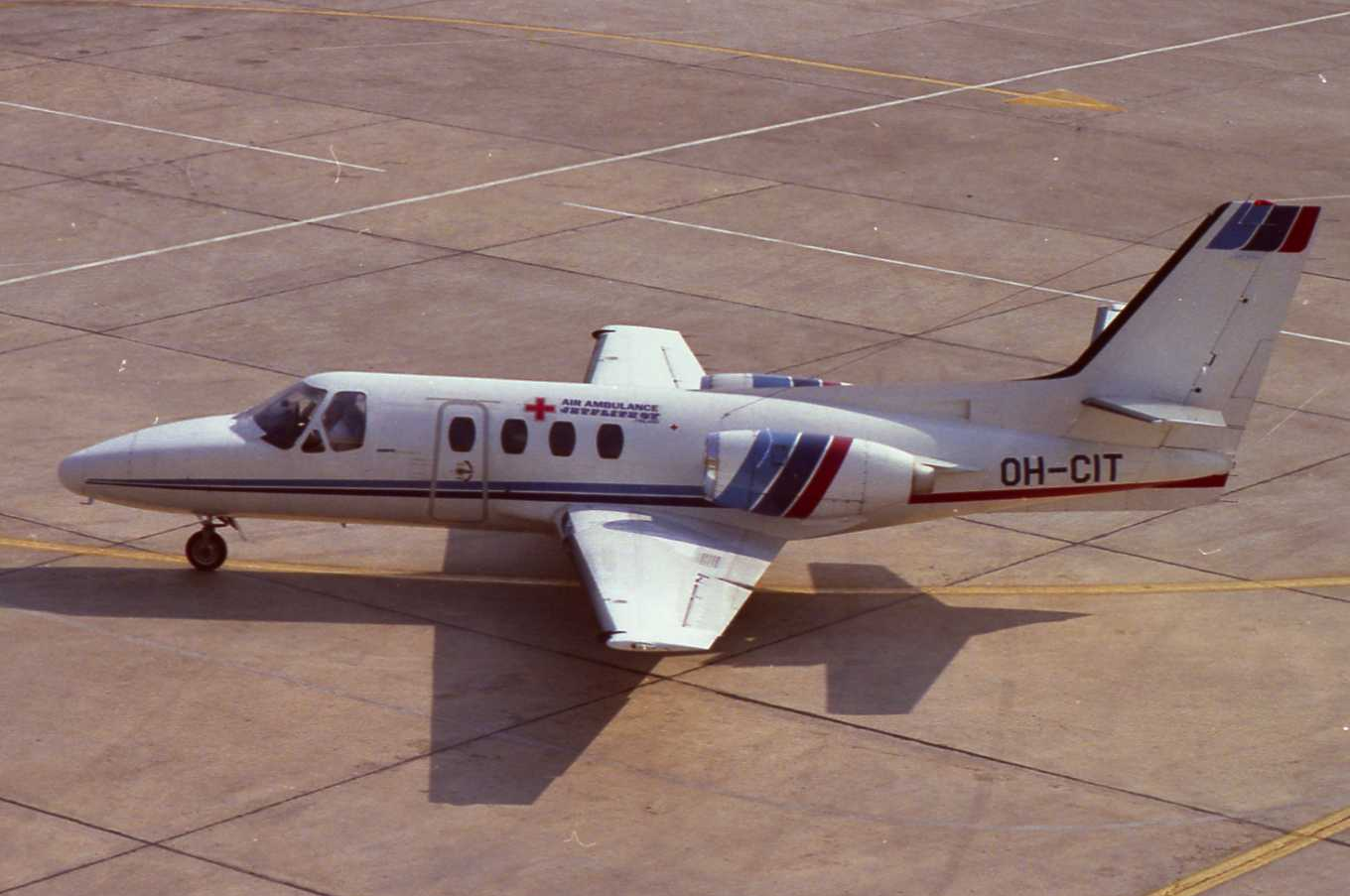
Citation I, geparkeerd op vliegveld Athene (1984)

Cessna begon in de jaren 1960 met de ontwikkeling van een zakenvliegtuig dat het gat in de markt moest vullen tussen de Beechcraft King Air 90 en de Learjet. Het idee was dat de Citation I net zo eenvoudig te vliegen moest zijn als een King Air, maar met een aanzienlijk hogere kruissnelheid. Het vliegtuig moest ook betaalbaar zijn voor privévliegers en kunnen landen op kleinere vliegvelden met korte landingsbanen.
Mede door de toepassing van turbofan- in plaats van turbojet-motoren was de Citation I langzamer dan een Learjet 25 en vergelijkbare zakenjets uit de beginjaren 1970. Hoewel turbofans zuiniger en stiller zijn dan turbojets, bemoeilijkte het gegeven van de lagere snelheid de marketing van de Citation I enigszins en leverde het de bijnaam “Slowtation” op.